# Acacia myrtifolia
Acacia myrtifolia är en ärtväxtart som först beskrevs av James Edward Smith, och fick sitt nu gällande namn av Carl Ludwig von Willdenow. Acacia myrtifolia ingår i släktet akacior, och familjen ärtväxter. Inga underarter finns listade i Catalogue of Life.

## Bildgalleri

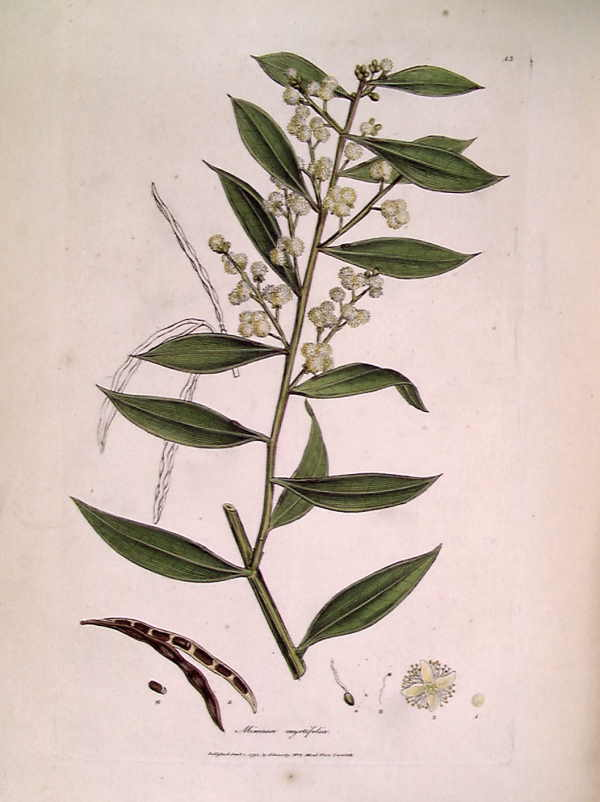